# 奈落の城 一柳和、2度目の受難
『奈落の城 一柳和、2度目の受難』（ならくのしろ いちやなぎなごむ、にどめのじゅなん）は、2008年3月6日に日本一ソフトウェアから発売されたPlayStation 2用ソフトで、推理アドベンチャーゲーム。2007年に発売された『雨格子の館』の続編に当たる。初回特典として、「奈落の城ドラマCD 一柳和、混迷の序章」が同梱されている。
本作は従来の推理アドベンチャー同様、「真犯人を特定し告発する」ことを主たる目的とする。前作よりも「より多くの人物を生き残らせる」という特徴は薄らいでいるが、登場人物の生死でルートが分岐する事がある。また前回同様、「本来殺されるはずだった登場人物が生き残る」ことによってもシナリオが変化していき、本作を特徴付けている。
2009年12月17日に新規要素が追加されたPlayStation Portable版『奈落の城 POTABLE 一柳和、2度目の受難』が発売。新シナリオ「ねこ編」「教授編」、新イベントCG、Easy Modeが追加されている。予約特典として、「奈落の城 PORTABLE 一柳和、2度目の受難 後日談ドラマCD 知らない台詞」が同梱されている。
2010年には続編『氷の墓標 一柳和、3度目の受難』が発売。

## 登場人物
一柳 和（いちやなぎ なごむ）
167cm 58kg 21歳。
主人公。すぐに気絶してしまうほどの極度の怖がりである反面、気になったことは納得できるまで調べないと気が済まない性格で、「恐ろしいものの正体（事件の真相）を確かめて恐くないようにしたい」という理由で事件を解決していく。本作の舞台である城には、地面の下にあるとは知らされずに連れてこられた。
高遠 日織（たかとお ひおり）
178cm 90kg 26歳。
長髪で着流しの青年。年は離れているが和とは前回の事件からの友人。俳優だが相変わらず売れていない。つかみ所がなく常に飄々としている。今作の舞台である奈落の城へと和を誘い、連れてきた。和のことを「名探偵」だと事あるごとに言うが、和本人は気恥ずかしくあまり良く思っていない。
アルノルト・フォン・ルロイ（通称：アル・アルノ）
179cm 72kg 19歳。
呪われていると伝えられるルロイ伯爵家の子孫で、19歳の若き23代目当主。父母を幼い頃に亡くしており、幼い彼の代わりに実質的に家を守ってきた祖母も最近亡くなった。穏和な性格でその立場ゆえ大人びた所が多いが、少年らしい表情を見せる時もある。ワインとアッサム紅茶が好き。金髪の美青年。趣味は乗馬と読書。ピアノが得意。
ディートリヒ・ケステン（通称：ティーロ・ディーター）
175cm 68kg 27歳。
アルノルトが幼少の頃より仕える銀髪の執事。身よりの無い自分を拾ってくれたアルノルトの父親に恩を感じており、ルロイ家に絶対の忠誠を誓っている。冷静沈着で表情をあまり出さないが、アルノルトの事となると、延々とアルノルトについて語り出すなど非常に過保護かつ心配性な一面も持ち合わせる。語学マニア。アルを追い掛け回すパパラッチを非常に疎んでいる。
絹也・イザーク・フォン・ルロイ（通称：ザック）
180cm 78kg 24歳。
血の繋がらないアルノルトの従兄弟（ザックの父は養子）。幽霊や呪いについては信じておらず、ヴィンセントとは意見が対立する事があるが仲が悪いという訳ではない。坊ちゃん育ちなのでかなり世間知らず。ザックという愛称は、イザークの英語読みアイザックが定着したもの。
クラリッサ・マイアー（通称：クレア）
172cm 57kg 27歳。
アルノルトの主治医兼家庭教師を勤める。ヴィンセントの姪であり、そのおかげで多少オカルトには詳しいがあまり信じてはいない。背の高い知的美人。世話焼きでお姉さん気質。ドイツ語・英語・日本語の3ヶ国語を話すことができる。アルにピアノを教えている。低血圧で朝は呆けている。
ヴィンセント・ギルモア（通称：ヴィンス）
182cm 80kg 50歳。
欧州中世史を研究する大学教授。研究を通じ、ルロイ家とは先々代からの付き合い。髭をたくわえ片眼鏡と威厳のある外見に、尊大だが決して嫌味ではない性格の英国紳士。オカルトマニアであり、幽霊や呪いなどといった事になると人が変わったように熱くなる。
三笠 尉之（みかさ やすゆき）
178cm 81kg 36歳。
アルノルトの祖母方の親戚。日本人。アルノルトに対して好意的でないようにも見えるが、ただ単に生来愛想がないだけである。アクシデントの際には、冷静な判断力と行動力を見せる。動物（特に猫）好き。
ハユツク
怪しげな祈祷師。ルロイ家に怨霊が憑いていると主張する。顔は髪と髭に覆われており、その表情を読み取る事は難しい。しかしながら霊的な発言に慣れない和に好意的とも取れる態度で接する事もあり、その真意は不明。
中居 千絵子（なかい ちえこ）
160cm 49kg 21歳。
壮絶に天然な日本人のメイド。アルノルトの日本の別邸で働いている。元気で底抜けに明るく誰とでもすぐ友達になれる。常に予想外の返事をしてくれる。ただし、かなり器用で仕事は出来る。何度伯爵だと教えてもアルノルトを王子と呼ぶ。
公式サイト、取扱説明書、『雨格子の館 PORTABLE 一柳和、最初の受難』の公式サイトでは名前が「知恵子」となっているが、ゲーム内、後に発売されたPSP版での取説では「千絵子」となっている。
コルネーリア・ハッセ（通称ネリー）
168cm 55kg 18歳。
東欧人のメイド。アルノルトの本邸で働いている。田舎から出てきた感じの純朴な女性。真面目な性格。日本語はカタコトであまり得意ではない。
ジョージ・シモンズ（通称ジョージ）
33歳。
マッチョでスキンヘッドの黒人。ルロイ家に雇われているSPで主にアルノルトの身辺警護をしている。異様に無口でまったく喋らないが、妙に表情豊かで愛想はいい。根は真面目。普段は無表情なのに和がおどおど挨拶すると満面の笑みで返礼してくれる。

## ドラマCDキャスト
混迷の序章
- 一柳和 - 下野紘
- 高遠日織 - 遊佐浩二
- アルノルト・フォン・ルロイ - 平川大輔
- ディートリヒ・ケステン - 浜田賢二
- 絹也・イザーク・フォン・ルロイ - 伊藤健太郎
- クラリッサ・マイアー - 鴨ノ宮ゆう
- ヴィンセント・ギルモア - 塚田正昭
- ハユツク - 岸尾だいすけ

知らない台詞
- 一柳和 - 下野紘
- 高遠日織 - 遊佐浩二
- 雛子 - 小暮英麻